# Râul Valea Sărată, Gârcin
Râul Valea Sărată este un curs de apă, afluent al râului Gârcinul Mic. 